# Mbalambi
Mbalambi is een dorp in het district North-East in Botswana. De plaats telt 1037 inwoners (2011).